# Salix ceretana
Salix ceretana är en videväxtart som först beskrevs av Pedro Montserrat Recoder, och fick sitt nu gällande namn av J. Chmelar. Salix ceretana ingår i släktet viden, och familjen videväxter. Inga underarter finns listade i Catalogue of Life.